# Rozdzielacz antenowy
Rozdzielacz antenowy (ang. splitter) - urządzenie dzielące moc nadajnika pomiędzy dwie lub cztery anteny w celu np. wybrania selektywnych kierunków lub sektorów w jakie sygnał radiowy ma być wysyłany lub z których ma być odbierany. W antenach odbiorczych służy do podziału mocy sygnału dla dwóch, trzech, itd. liczby odbiorników. Popularnie nazywane splitterami.